# Sheffield Steel
Sheffield Steel es el octavo álbum de estudio del músico británico Joe Cocker, publicado por la compañía discográfica Island Records en mayo de 1982. El álbum fue producido por Chris Blackwell y Alex Sadkin y grabado en los Compass Point Studios de Nassau, Bahamas, el álbum contó con la colaboración de músicos como Sly and Robbie, Wally Badarou, Barry Reynolds, Mikey Chung y Uziah "Sticky" Thompson.

## Lista de canciones
1. "Look What You've Done" (Leo Nocentelli) - 4:14
2. "Shocked" (Ira Ingber, Greg Sutton) - 3:20
3. "Sweet Little Woman" (Andy Fraser) - 4:03
4. "Seven Days" (Bob Dylan) - 5:23
5. "Marie" (Randy Newman) - 2:36
6. "Ruby Lee" (Bill Withers, Melvin Dunlap) - 4:26
7. "Many Rivers to Cross" (Jimmy Cliff) - 3:45
8. "So Good, So Right" (Brenda Russell) - 2:35
9. "Talking Back to the Night" (Steve Winwood, Will Jennings) - 4:45
10. "Just Like Always" (Jimmy Webb) - 3:30

Temas extra (reedición de 2002)
1. "Sweet Little Woman" (Andy Fraser) [12" mix]
2. "Look What You've Done" (Leo Nocentelli) [12" mix]
3. "Right in the Middle (Of Falling in Love)" (Sam Dees)
4. "Inner City Blues" (Marvin Gaye, James Nyx Jr.)

## Personal
- Joe Cocker: voz.
- Wally Badarou: teclados.
- Robert Palmer: coros.
- Jimmy Cliff: coros.
- Adrian Belew: guitarra.
- Barry Reynolds: guitarra y coros.
- Mikey Chung: guitarras.
- Sly Dunbar: batería.
- Robbie Shakespeare: bajo.
- Uziah "Sticky" Thompson: percusión.
- Anton Corbijn: fotografía.

## Posición en listas
| País           | Lista                 | Posición |
| -------------- | --------------------- | -------- |
| Alemania       | Media Control Charts  | 46       |
| Estados Unidos | Billboard 200         | 105      |
| Noruega        | VG-lista Albums Chart | 9        |
| Nueva Zelanda  | Recorded Music NZ     | 14       |
| Países Bajos   | Dutch Top 40          | 14       |